# Сен-Фирмен (Мёрт и Мозель)
Сен-Фирме́н (фр. Saint-Firmin) — коммуна во французском департаменте Мёрт и Мозель, региона Лотарингия. Относится к  кантону Аруэ.

## География
Сен-Фирмен расположен в 31 км на юг от Нанси. Соседние коммуны: Уссевиль и Диарвиль на юге и Жевонкур на востоке.

## Демография
Население коммуны на 2010 год составляло 279 человек.
| 1962 | 1968 | 1975 | 1982 | 1990 | 1999 | 2010 |
| ---- | ---- | ---- | ---- | ---- | ---- | ---- |
| 234  | 235  | 215  | 202  | 228  | 233  | 279  |

## Достопримечательности
- Усадьба сеньора, XVII век.
- Дома XVIII века.